# Xylotachina
Xylotachina – rodzaj muchówek z rodziny rączycowatych (Tachinidae).

## Wybrane gatunki
- X. diluta (Meigen, 1824)
- X. vulnerans Mesnil, 1953